# Kirgizië op de Olympische Zomerspelen 2004
Kirgizië nam deel aan de Olympische Zomerspelen 2004 in Athene, Griekenland. In tegenstelling tot de vorige deelname werd dit keer geen medaille gewonnen.

## Deelnemers en resultaten

### Atletiek
| Olympiër          | Discipline       | Resultaat | Prestatie                            |
| ----------------- | ---------------- | --------- | ------------------------------------ |
| Valery Pisarev    | marathon (m)     | 79e       | 2:40.10                              |
|                   |                  |           |                                      |
| Elena Bobrovskaya | 100m (v)         | 43e       | serie 3: 6de in 11,76                |
| Oksana Luneva     | 400m (v)         | 33e       | serie 1: 6de in 52,94                |
| Tatiana Borisova  | 1500m (v)        | 36e       | serie 3: 14de in 4.13,36             |
| Galina Pedan      | 400m horden (v)  | 31e       | serie 5: 7de in 59,02                |
| Irina Bogachova   | marathon (v)     | DNF       | niet gefinisht                       |
| Tatiana Efimenko  | hoogspringen (v) | 23e       | kwalificatie groep B: 14de met 1,89m |

### Boksen
| Olympiër          | Discipline | Resultaat | Prestatie                            |
| ----------------- | ---------- | --------- | ------------------------------------ |
| Aibek Abdymomunov | -54kg (m)  | 17e       | 1ste ronde: V van PAK Ullah: 22-36   |
| Asylbex Talasbaev | -57kg (m)  | 17e       | 1ste ronde: V van CUB Vazquez: 22-36 |

### Gewichtheffen
| Olympiër           | Discipline | Resultaat | Prestatie                                                        |
| ------------------ | ---------- | --------- | ---------------------------------------------------------------- |
| Ulanbek Moldodosov | -85kg (m)  | 11e       | trekken: 14de met 150kg stoten: 10de met 192,5kg totaal: 342,5kg |

### Judo
| Olympiër        | Discipline | Resultaat | Prestatie                        |
| --------------- | ---------- | --------- | -------------------------------- |
| Erkin Ibragimov | -81kg (m)  | 21e       | 1ste ronde: V van USA Hawn: yuko |

### Moderne vijfkamp
| Olympiër           | Discipline | Resultaat | Prestatie   |
| ------------------ | ---------- | --------- | ----------- |
| Pavel Uvarov       | mannen     | 22e       | 5016 punten |
|                    |            |           |             |
| Liudmila Sirotkina | vrouwen    | 23e       | 4928 punten |

### Schietsport
| Olympiër            | Discipline                 | Resultaat | Prestatie                                              |
| ------------------- | -------------------------- | --------- | ------------------------------------------------------ |
| Aleksandr Babchenko | 10m luchtgeweer (m)        | 33e       | kwalificatie: 33ste met 588 punten (99-98-99-99-98-95) |
| Aleksandr Babchenko | 50m geweer 3 houdingen (m) | 40e       | kwalificatie: 40ste met 1130 punten (393-364-373)      |
| Aleksandr Babchenko | 50m geweer liggend (m)     | 24e       | kwalificatie: 24ste met 591 punten (99-99-97-98-99-99) |

### Wielersport
| Olympiër     | Discipline       | Resultaat | Prestatie      |
| ------------ | ---------------- | --------- | -------------- |
| Eugen Wacker | tijdrit (m)      | 23e       | 1:01.00,47     |
| Eugen Wacker | wegwedstrijd (m) | DNF       | niet gefinisht |

### Worstelen
| Olympiër           | Discipline  | Resultaat   | Prestatie |
| Vrije stijl        | Vrije stijl | Vrije stijl | Vrije stijl |
| ------------------ | ----------- | ----------- | --- |
| Ulan Nadyrbek Uulu | -60kg (m)   | 12e         | groep 1: 3de W van HUN Wöller: 3-0 V van UKR Fedoryshyn: 1-3                                                                        |
| Aleksey Krupnyakov | -96kg (m)   | 15e         | groep 2: 2de W van BUL Kochev: 3-1 V van UZB Ibragimov: 0-3                                                                         |
| Yury Mildzihov     | -96kg (m)   | 16e         | groep 5: 4de V van USA McCoy: 0-3 V van ITA Miano-Petta: 0-5 V van KAZ Mutalimov: 1-3                                               |
| Grieks-Romeins     |             |             | |
| Uran Kalilov       | -55kg (m)   | 18e         | groep 7: 4de V van DEN Nyblom: 0-3 V van GRE Kiouregkian: 0-6 V van CHN Jiang: 1-3                                                  |
| Kanatbek Begaliev  | -66kg (m)   | 11e         | groep 4: 2de V van IRI Zeidvand: 0-5 W van ESP Sánchez: 9-1                                                                         |
| Daniar Kobonov     | -74kg (m)   | 14e         | groep 2: 2de V van FIN Yli-Hannuksela: 0-3 W van JPN Nagata: 3-1                                                                    |
| Janarbek Kenjeev   | -84kg (m)   | 13e         | groep 6: 4de V van SWE Abrahamian: 1-2 V van JPN Matsumoto: 1-7 V van SVK Bátky: 1-3                                                |
| Gennady Chkhaidze  | -96kg (m)   | 5e          | groep 3: 1ste W van PLW Tarkong: 4-0 W van BUL Dinchev: 3-1 kwartfinale: V van IRI Hashemzadeh: 1-3 5-6de plek: V van CUB Peña: 0-4 |

### Zwemmen
| Olympiër          | Discipline          | Resultaat | Prestatie               |
| ----------------- | ------------------- | --------- | ----------------------- |
| Semen Danilov     | 50m vrije slag (m)  | 66e       | serie 5: 8ste in 26,61  |
| Ruslan Ismailov   | 200m vrije slag (m) | 59e       | serie 1: 3de in 2.01,53 |
| Vasilii Danilov   | 400m vrije slag (m) | 44e       | serie 1: 5de in 4.15,32 |
| Iurii Zakharov    | 200m rugslag (m)    | 36e       | serie 1: 4de in 2.10,45 |
| Yevgeny Petrashov | 100m schoolslag (m) | 55e       | serie 2: 7de in 1.07,78 |
| Anton Kramarenko  | 200m schoolslag (m) | 46e       | serie 1: 7de in 2.28,59 |

Afghanistan · Albanië · Algerije · Amerikaanse Maagdeneilanden · Amerikaans-Samoa · Andorra · Angola · Antigua en Barbuda · Argentinië · Armenië · Aruba · Australië · Azerbeidzjan · Bahama's · Bahrein · Bangladesh · Barbados · België · Belize · Benin · Bermuda · Bhutan · Bolivia · Bosnië en Herzegovina · Botswana · Brazilië · Britse Maagdeneilanden · Brunei · Bulgarije · Burkina Faso · Burundi · Cambodja · Canada · Centraal-Afrikaanse Republiek · Chili · China · Chinees Taipei · Colombia · Comoren · Congo-Brazzaville · Congo-Kinshasa · Cookeilanden · Costa Rica · Cuba · Cyprus · Denemarken · Djibouti · Dominica · Dominicaanse Republiek · Duitsland · Ecuador · Egypte · El Salvador · Equatoriaal-Guinea · Eritrea · Estland · Ethiopië · Fiji · Filipijnen · Finland · Frankrijk · Gabon · Gambia · Georgië · Ghana · Grenada · Griekenland · Groot-Brittannië · Guam · Guatemala · Guinee · Guinee‑Bissau · Guyana · Haïti · Honduras · Hongarije · Hongkong · Ierland · IJsland · India · Indonesië · Irak · Iran · Israël · Italië · Ivoorkust · Jamaica · Japan · Jemen · Jordanië · Kaaimaneilanden · Kaapverdië · Kameroen · Kazachstan · Kenia · Kirgizië · Kiribati · Koeweit · Kroatië · Laos · Lesotho · Letland · Libanon · Liberia · Libië · Liechtenstein · Litouwen · Luxemburg · Macedonië · Madagaskar · Malawi · Malediven · Maleisië · Mali · Malta · Marokko · Mauritanië · Mauritius · Mexico · Micronesië · Moldavië · Monaco · Mongolië · Mozambique · Myanmar · Namibië · Nauru · Nederland · Nederlandse Antillen · Nepal · Nicaragua · Nieuw-Zeeland · Niger · Nigeria · Noord-Korea · Noorwegen · Oeganda · Oekraïne · Oezbekistan · Oman · Oostenrijk · Oost‑Timor · Pakistan · Palau · Palestina · Panama · Papoea-Nieuw-Guinea · Paraguay · Peru · Polen · Portugal · Puerto Rico · Qatar · Roemenië · Rusland · Rwanda · Saint Kitts en Nevis · Saint Lucia · Saint Vincent en Grenadines · Salomonseilanden · Samoa · San Marino · Sao Tomé en Principe · Saoedi-Arabië · Senegal · Servië en Montenegro · Seychellen · Sierra Leone · Singapore · Slovenië · Slowakije · Soedan · Somalië · Spanje · Sri Lanka · Suriname · Swaziland · Syrië · Tadzjikistan · Tanzania · Thailand · Togo · Tonga · Trinidad en Tobago · Tsjaad · Tsjechië · Tunesië · Turkije · Turkmenistan · Uruguay · Vanuatu · Venezuela · Verenigde Arabische Emiraten · Verenigde Staten · Vietnam · Wit-Rusland · Zambia · Zimbabwe · Zuid-Afrika · Zuid-Korea · Zweden · Zwitserland